# Dalibor Petko
Dalibor Petko (Zagreb, 27. siječnja 1978.) hrvatski je televizijski i radijski voditelj 
Rodio se u Zagrebu 27. siječnja 1978. godine. Rodom je iz Sopa Bukevskog kraj Velike Gorice. Kao dijete nastupio je i pobijedio u Turbo Limach Showu na HTV-u. Završio je gimnaziju u Velikoj Gorici. Započeo je studij na Fakultetu prometnih znanosti u Zagrebu, ali ga nije završio. Radio je kao radijski voditelj na Radiju Velika Gorica, na Obiteljskom radiju i Anteni Zagreb, te na Z1 televiziji kao producent i kao televizijski voditelj.
Sedam godina vodio je večernju emisiju na Narodnom radiju: „Glazbeni show Dalibora Petka” u kojoj je imao goste iz svijeta hrvatske glazbe. Vodio je TV emisiju - Petak s Petkom na Novoj TV te bio suvoditelj u „IN magazinu”.  Bio je voditelj Hrvatskoga radijskoga festivala, te voditelj novogodišnje emisije na Novoj TV - „S lipom do jutra”.
Od 2018. godine na CMC televiziji vodi i uređuje glazbeni „Dalibor Petko Show” u kojem ugošćuje glazbenike.
Nastupio je kao natjecatelj se u showu „Tvoje lice zvuči poznato” u 4. sezoni te u 7. sezoni „All stars” jer su u njemu sudjelovali izdvojeni natjecatelji iz prethodnih sezona.
Posudio je glas u crtanim filmovima „Petar Zecimir” i „Hop”. Pojavio se u video spotu „Dolje južno” Teške industrije i „Kunem ti se” Borisa Novkovića.
Dobio je „Večernjakovu ružu” za radijsku osobu godine 2016. godine.